# Свадебные змеи
Свадебные змеи, или дриокаламусы (лат. Dryocalamus) — род змей из семейства ужеобразных, обитающий в Азии.

## Описание
Общая длина представителей этого рода колеблется от 30 до 71 см. Голова овальной формы, уплощённая. Туловище цилиндрическое, тонкое и уплощённое. Глаза большие с вертикальными зрачками. Хвост длинный.
Окрас коричневый или чёрный с различными оттенками. На голове или по бокам головы располагается пятно жёлтого или белого цвета, напоминающее фату невесты — отсюда происходит название этих змей. Также, светлые пятна и кольца тянутся от шеи до кончика хвоста. Брюхо кремового, белого или жёлтого цвета.

## Образ жизни
Населяют тропические леса. Практически всю жизнь проводят на деревьях. Активны ночью, питаются ящерицами, земноводными и мелкими птицами.

## Размножение
Это яйцекладущие змеи. Самки откладывают до 10 яиц.

## Распространение
Обитают в Южной и Юго-Восточной Азии. 

## Классификация
На август 2018 года в род включают 6 видов:
- Dryocalamus davisonii (Blanford, 1878) — Свадебная змея Блэнфорда
- Dryocalamus gracilis (Günther, 1864) — Стройная свадебная змея
- Dryocalamus nympha (Daudin, 1803) — Свадебная змея-нимфа
- Dryocalamus philippinus Griffin, 1909
- Dryocalamus subannulatus (Duméril, Bibron & Duméril, 1854) — Полукольчатая свадебная змея
- Dryocalamus tristrigatus Günther, 1858 — Трёхполосчатая свадебная змея

## Галерея

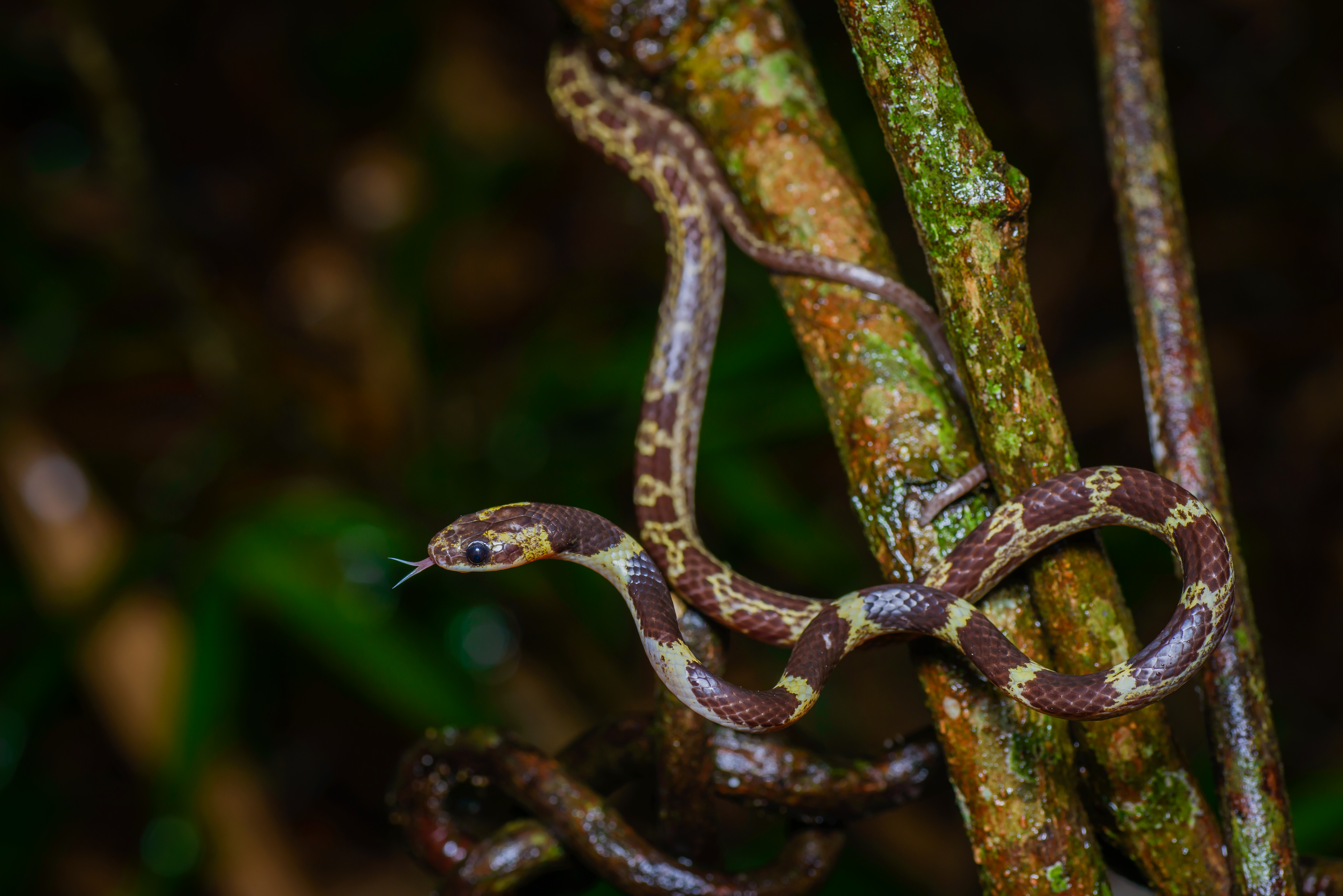
Полукольчатая свадебная змея
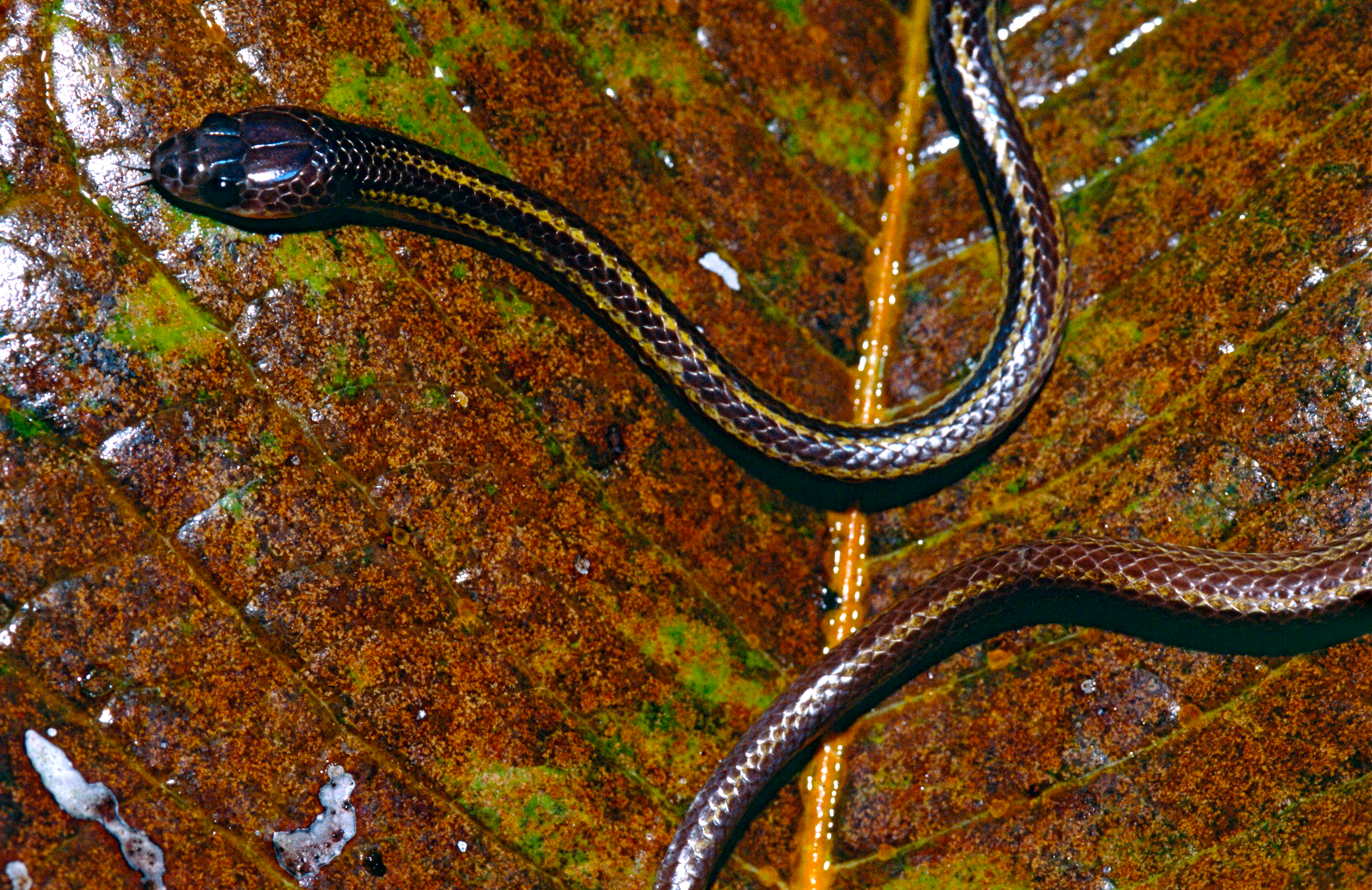
Трёхполосчатая свадебная змея
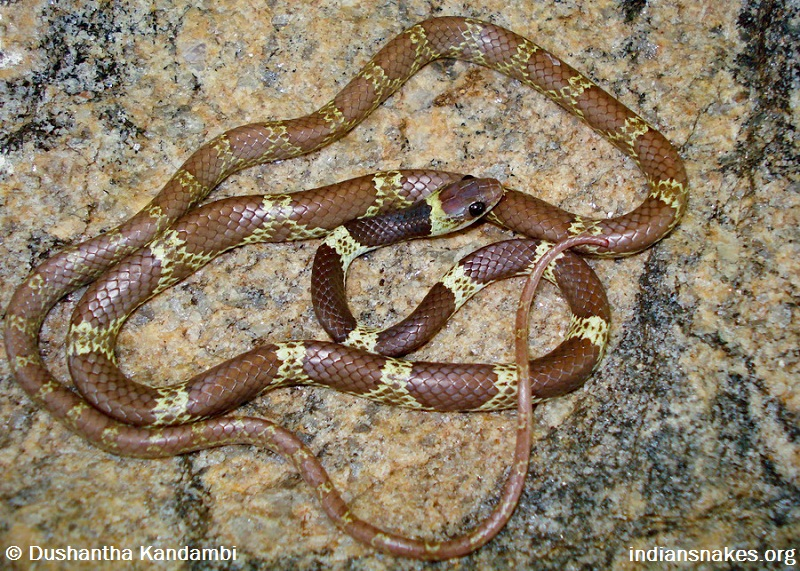
Свадебная змея-нимфа